# Miroslav König
Miroslav König (ur. 1 czerwca 1972 w Nitrze) – piłkarz słowacki grający na pozycji bramkarza. W swojej karierze 43 razy wystąpił w reprezentacji Słowacji.

## Kariera klubowa
Karierę piłkarską König rozpoczął w rodzinnej miejscowości Nitrze, w klubie FC Nitra. W 1991 roku awansował do kadry pierwszej drużyny i zadebiutował w niej wówczas w drugiej lidze czechosłowackiej. W 1992 roku awansował z Nitrą do pierwszej ligi.
W 1993 roku po rozpadzie Czechosłowacji König przeszedł do Spartaka Trnawa. W 1995 roku odszedł ze Spartaka do Slovana Bratysława. Wraz ze Slovanem dwukrotnie był mistrzem kraju w latach 1996 i 1999. Zdobywał też Puchar Słowacji (1997, 1999) i Superpuchar (1996).
Na początku 2000 roku König wyjechał do Szwajcarii i został zawodnikiem Grasshopper Club. Po pół roku gry w nim przeszedł do FC Basel i w klubie z Bazylei występował przez sezon. W sezonie 2001/2002 bronił w drugoligowej Concordii Basel, a w sezonie 2002/2003 - w pierwszoligowym FC Zürich.
Latem 2003 König został piłkarzem tureckiego Elazığsporu. W 2004 roku przeszedł do czeskiego Baníka Ostrawa, a pół roku później wrócił na Słowację i został piłkarzem MŠK Žilina. W 2005 roku wywalczył z nim wicemistrzostwo Słowacji. W 2006 roku odszedł z Žiliny do greckiego Panioniosu GSS, a w 2008 roku jako zawodnik tego kluby zakończył karierę.
| Sezon   | Klub              | Kraj           | Rozgrywki        | Mecze | Bramki |
| ------- | ----------------- | -------------- | ---------------- | ----- | ------ |
| 1991/92 | FC Nitra          | Czechosłowacja | II. liga         | ?     | ?      |
| 1992/93 | FC Nitra          | Czechosłowacja | I. liga          | ?     | ?      |
| 1993/94 | Spartak Trnawa    | Słowacja       | I. liga          | 21    | 0      |
| 1994/95 | Spartak Trnawa    | Słowacja       | I. liga          | 1     | 0      |
| 1995/96 | Slovan Bratysława | Słowacja       | I. liga          | 4     | 0      |
| 1996/97 | Slovan Bratysława | Słowacja       | I. liga          | 29    | 0      |
| 1997/98 | Slovan Bratysława | Słowacja       | I. liga          | 27    | 0      |
| 1998/99 | Slovan Bratysława | Słowacja       | I. liga          | 30    | 0      |
| 1999/00 | Slovan Bratysława | Słowacja       | I. liga          | 15    | 0      |
| 1999/00 | Grasshopper Club  | Szwajcaria     | Super League     | 8     | 0      |
| 2000/01 | FC Basel          | Szwajcaria     | Super League     | 32    | 0      |
| 2001/02 | Concordia Basel   | Szwajcaria     | Challenge League | 6     | 0      |
| 2002/03 | FC Zürich         | Szwajcaria     | Super League     | 28    | 0      |
| 2003/04 | Elazığspor        | Turcja         | Süper Lig        | 26    | 0      |
| 2004/05 | Baník Ostrawa     | Czechy         | Gambrinus Liga   | 6     | 0      |
| 2004/05 | MŠK Žilina        | Słowacja       | I. liga          | 18    | 0      |
| 2005/06 | MŠK Žilina        | Słowacja       | I. liga          | 9     | 0      |
| 2006/07 | Panionios GSS     | Grecja         | Alpha Ethniki    | 25    | 0      |
| 2007/08 | Panionios GSS     | Grecja         | Alpha Ethniki    | 6     | 0      |

## Kariera reprezentacyjna
W reprezentacji Słowacji König zadebiutował 2 lutego 1997 roku w wygranym 1:0 towarzyskim meczu z Boliwią. W swojej karierze grał m.in. w eliminacjach do Euro 2000, MŚ 2002 i Euro 2004. W kadrze narodowej od 1997 do 2004 roku rozegrał łącznie 43 mecze.